# 白铁坝乡
白铁坝乡，是中华人民共和国四川省凉山彝族自治州雷波县曾经下辖的一个乡。2013年11月，撤销白铁坝乡，设立金沙镇，辖原南田乡和白铁坝乡所属行政区域。

## 行政区划
白铁坝乡撤销前下辖以下地区：
三台村、繁荣村和羿子坝村。